# Сапуга Марко Андрійович
Марко Андрійович Сапуга (нар. 29 травня 2003, Львів, Україна) — український футболіст, півзахисник львівського «Руху».

## Клубна кар'єра
Народився у Львові, вихованець місцевих «УФК-Карпати», перший тренер — Олег Родін.
У вересні 2020 року перебрався до іншого львівського клубу, «Руху». Сезон 2020/21 років розпочав у юнацькій команді клубу, а з лютого 2021 року почав залучатися й до молодіжної команди. Дебютував за першу команду львів'ян 9 травня 2021 року в нічийному (1:1) виїзному поєдинку 26-го туру Прем'єр-ліги проти дніпровського «Дніпра-1». Марко вийшов на поле на 83-ій хвилині, замінивши Ярослава Мартинюка. Протягом 2021 року виступав за основну команду (5 матчів), за дубль «Рух-2» в обласній Прем'єр-лізі та за команду U-19, з якою навесні 2022 він здобув золоті медалі юнацького чемпіонату України. Восени 2022 році став стабільним гравцем основного складу «Руху», був обраний капітаном команди та отримав відзнаку як найкращий гравець «жовто-чорних» 2022 року за версією вболівальників. У першому колі сезоні 2023/24 Марко відіграв у всіх матчах (крім одного, де він відбував дискваліфікацію), але в січні 2024 зазнав важкої травми на тренувальному зборі — розрив передньої хрестоподібної зв'язки — та вибув до кінця сезону.

## Кар'єра в збірній
Наприкінці квітня 2019 року отримав виклик до юнацької збірної України (U-16) для участі в товариському турнірі Кубок розвитку УЄФА в Ізраїлі, але на турнірі не зіграв жодного матчу. У червні 2022 Сапуга провів три відбіркові матчі за юнацьку збірну U-19 (1 гол), а 19 листопада 2022 дебютував за молодіжну збірну Україну в товариському матчі проти ізраїльських однолітків (1:1).